# 존 램버트 (정치인)
존 램버트(John Lambert, 1746년 2월 24일, 영국령 아메리카 뉴저지 식민지 램버트빌 ~ 1823년 2월 4일, 뉴저지주 램버트빌)은 미국의 정치인으로 뉴저지주 주지사 권한대행이다.

## 경력
- 1780 ~ 1785 뉴저지 주의회 의원
- 1788 ~ 1788 뉴저지 주의회 의원
- 1790 ~ 1804 뉴저지 입법회 의원
- 1801 ~ 1804 제10대 뉴저지 주의회 부의장
- 1802.10 ~ 1803.10 뉴저지 주지사 권한대행
- 1805.03 ~ 1809.03 제9·10대 미국 뉴저지 광역선거구 연방하원의원
- 1809.03 ~ 1815.03 제11·12·13대 미국 뉴저지주 연방상원의원

## 역대 선거 결과
| 선거명      | 직책명                       | 대수 | 정당       | 득표율 | 득표수   | 결과 | 당락                   |
| ----------- | ---------------------------- | ---- | ---------- | ------ | -------- | ---- | ---------------------- |
| 1804년 선거 | 하원의원 (뉴저지 광역선거구) | 9대  | 민주공화당 | 16.59% | 13,185표 | 3위  | 뉴저지주 하원의원 당선 |
| 1806년 선거 | 하원의원 (뉴저지 광역선거구) | 10대 | 민주공화당 | 11.73% | 11,520표 | 5위  | 뉴저지주 하원의원 당선 |
| 1815년 선거 | 상원의원 (뉴저지 제1부)      | 11대 | 민주공화당 | 0%     | 27표     | 1위  | 뉴저지주 상원의원 당선 |
| 1815년 선거 | 상원의원 (뉴저지 제1부)      | 14대 | 연방당     | 0%     | 17표     | 2위  | 낙선                   |